# Хајнкел He 219
Хајнкел He 219 Uhu (надимак:Велика ушара) је био ноћни борбени авион који је имао своју улогу у немачком Луфтвафеу у каснијој фази Другог светског рата. Овај авион је био релативно софистициран, поседовао је 219 разне иновације, укључујући напредни радар пресретач. То је био први оперативни авион на свету опремљен са избацивим седиштем, као и први немачки авион са стајним трапом типа трицикл. Претпоставља се да је Уху био масовно доступан, имао би значајан утицај у борби против стратешких бомбардера у офанзиви Краљевског ваздухопловства, али је израђено само 268 примерака пре краја рата и они су играли само ограничену улогу.

## Погонска група
Хајнкел He 219 Uhu је био опремљен са два мотора 2 x DB (Дајмлер-Бенз) 603G V12 цилиндара, запремине око 36.000cm³ са воденим хлађењем и ушприцавањем горива, 4 вентила по цилиндру, турбо-пуњач, систем за убризгавање смеше воде и метанола као и нитро-оксида. Снага ових мотора је износила 1900 KS при 2800 обртаја у минути. Док је авион постизао максималну брзину од преко 600 km/h на висини 6.000 m.

## Наоружање
Авион је био опремљен са четири топа МК 108, 30,00 mm, два топа МГ 151/20 20,00 mm и два топа МК 108 30,00 mm (у репу авиона). Неке верзије су биле опремљене и са два МК 151/20 20,00 mm „Schrage Music“.

## Оперативно коришћење
Авион који није толико познат само зато што се касно појавио на небу, тек новембра 1943. Ипак треба га поменути зато што се скоро сви слажу да је то био најбољи ноћни ловац Другог светског рата.
He 219 добио је надимак „сова“  , а посаду су чинила два човека. Имао је инсталиран радар за осматрање неба и ако би „напипао“ неки непријатељски авион са тим авионом је било готово. То је била права и то брза летећа топовњача. Када се појавио He 219 на западном ратишту су почели да се не враћају са ноћних мисија авиони Москито, којег до тада није могао ноћу ниједан немачки авион да пронађе и стигне. Радари су тада били превелики да би се уграђивали у ловачке авионе. Немачки ноћни пилот ловац Вернер Штрајб је на првој ноћној мисији оборио пет савезничких тешких бомбардера.
Од авиона He 219 није могло побећи. Међутим дошао је касно и у јако малом броју. Немачка индустрија свакодневно разарана није могла да постигне већу производњу. Стално је долазило до акутних недостатака DB 603 мотора (неке верзије су имале моторе Јункерс Јумо 213Е) и висококвалитетних материјала. Пилоти су га изузетно ценили, He 219 је био релативно лак за летење и летео је веома добро. Захваљујући свој брзини могао је и да побегне у неповољним ситуацијама скоро свакој потери.

## Карактеристике

### Добре карактеристике
- Изузетно брз авион
- Страховито наоружан авион
- Релативно лак за летење
- Добре маневарске способности
- Велики радиус
- Добра прегледност из кокпита

### Лоше карактеристике
- Са слабијим Јумо 213 моторима критично слетање са једним мотором
- Релативно слаба заштита посаде
- Мали број ових авиона произведен

Због својих димензија He 219 није имао неке шансе у маневарској (акробатској) борби са лакшим ловачким авионима. Ипак су му савезнички пилоти ловачких авиона прилазили са респектом. За своју величину He 219 је био прилично покретљив авион и довољна је мала грешка која би довела ловачки авион пред његове топове. Ипак, He 219 је ретко коришћен у дневним мисијама. Направљено је 268 авиона овог типа, при чему нису сви били оперативни.